# Don't Tell Me You're Sorry
«Don't Tell Me You're Sorry» es el título del penúltimo sencillo de la banda británica S Club 8, y fue realizado el 22 de diciembre de 2003. La canción recibió una nueva mezcla para su lanzamiento, dotándola de una vibra de los clubs de los 70s, mientras que la versión del álbum incluye una influencia más del R&B.

## Lista de temas
CD 1
1. «Don't Tell Me You're Sorry» (Classic Mix)
2. «Sloop Upside»

CD 2
1. «Don't Tell Me You're Sorry»
2. «Big Fun»
3. «One Step Closer» (Jewels & Stone Extended Mix)
4. «Don't Tell Me You're Sorry» (Europa XL Vocal Mix)
5. «Don't Tell Me You're Sorry» (CD-Rom)

## Video musical
Este fue el penúltimo video musical de S Club 8 como grupo. La acción toma lugar en una escena oscura, con varios efectos agregados en la postproducción. El video muestra a los miembros de S Club 8 realizando la coreografía de la canción en el escenario, así como también cuadros personales de cada integrante en pequeños grupos.